# Samuel L. Session
Samuel L. Session (* 1973 in Göteborg; eigentlich Samuel Larsson) ist ein schwedischer DJ und Produzent im Bereich der elektronischen Tanzmusik. 
Bekannt wurde Session vor allem durch den String-Techno-Track Velvet, der in der Zeitschrift Groove zu den besten Tracks des Jahres 2001 gewählt wurde. Velvet erschien mit zahlreichen Remixen von Künstlern wie Adam Beyer, Joel Mull und Funk D’Void.

## Laufbahn
1995 gründete Session sein eigenes Label Solid Beat, der jedoch nach zwei Jahren wieder eingestellt und 1997 von Cycle Records abgelöst wird. Dort erschienen bis zum Jahr 2000 sämtliche Produktionen, wie zum Beispiel Centrafrique Part 1–4 oder Tribecutz. 2001 gelingt ihm mit der Velvet E.P. und den Velvet Remixes der Durchbruch. Es folgen Veröffentlichungen auf Monika Kruses Serie On The Road Vol. 2. Unter anderem erschien auch auf Dave Angels Rotation Records die Funk De Luxe EP, auf Heiko Laux’ Kanzleramt Records der Track Givin' You und auf dem Schweizer Label Phont der Track A Bastard's Work Is Never Done inklusive einer Remix-12".
2000 wurde Cycle Records eingestellt und das nach ihm benannte Label SLS gegründet. Session bringt eine Mix-Compilation auf dem Label Monoid heraus.
2001 erscheint auf SLS die Debüt-Maxi New Soil. Noch im gleichen Jahr produzierte Samuel Session einen Remix für Funk D’Voids Clubhit Diabla. Weitere Remixe produzierte Samuel unter anderem für Emmanuel Top (Turkish Bazar), Slam (Azure), Itamar Sagi (Black Gold) und Alexander Kowalski (Dark Soul Part III). Außerdem produzierte er diverse Tracks für die Drumcode-Serie von Adam Beyer.
2004 erschien das Album Nocturnal. 2009 folgte das Album The Man With The Case.